# 白乐琪
安娜斯塔西娅·帕拉什丘克（英語：Annastacia Palaszczuk，1969年7月25日—），汉名白乐琪，澳大利亚工党籍波兰裔女性政治人物、律师，前任昆士兰州州长、贸易事务厅长及昆士兰州的工党领袖。她自2006年9月起是昆士兰州议会的议员，后曾担任昆州交通厅长、多元文化事务厅长、残障人士事务厅长、艺术事务厅长及州议会反对党领袖等职务。2015年2月赢得选举，出任昆士兰州长。
白樂琪是波蘭裔人士，其父親也曾是昆士兰州議員，白樂琪目前的议席即为从父亲手中所继承的。
2012年工黨在昆州选举中慘敗下野後，白樂琪当选为昆州的工党領袖。3年後，帶領該黨於州議會選舉在议会由7席大增至44席，比原本的執政黨自由國家黨多出兩席，意外地贏得州議會選舉。她於是獲州總督邀請籌組少數政府，是為該州第二位女州長。她的第一屆政府通過了增加州議會議席，並使選舉的期限延長一年至四年。2017年州選舉更增至48席，使她得以籌組多數政府，其後又完成推動墮胎合法化，並以強硬、果斷的手段遏制境內2019冠状病毒病澳大利亚疫情。疫情間嚴格的州邊境限制雖然招致鄰州首腦以至聯邦總理斯科特·莫里森批評，但她仍在2020年再次贏得州選，成為國內第一位連取三次執政權的州級女性領導人。
隨著布里斯本在2021年獲選2032年夏季奧林匹克運動會主辦城市，白樂琪兼任州奧運事务廳長。
2023年12月10日宣佈請辭州長職務，
其後由原副州長邁爾斯接任州長一職。同年12月31日辭去昆州議員職務。